# 大八賀川
大八賀川（だいはちががわ
）は、岐阜県高山市を流れる神通川水系の一級河川。

## 解説
岐阜県高山市の東部に位置する日影平山に源を発する。西に流れ、高山市大新町と高山市松本町の境界から宮川（神通川）に合流する。川幅は宮川との合流地点においてもかなり狭い。現在、高山市大島町に大島ダムの建設が進められている。この川では白線流しという行事が行われている。